# Maria Stauber
Maria Stauber (ur. 8 stycznia 1947 w Warszawie, zm. 23 października 2018 we Francji) – polska artystka, architektka wnętrz i pisarka, tłumaczka z języka francuskiego.

## Życiorys
Maria Stauber urodziła się w Warszawie w rodzinie ocalonych z Zagłady, znanych w środowisku ludzi kultury lekarzy, którzy prowadzili po wojnie do 1968 roku rodzaj nieoficjalnego salonu. W 1968 roku Stauberowie opuścili Polskę i zamieszkali we Frankfurcie. Jej matką była Lusia (Ludwika) Gelmont-Stauber, przyjaciółka Zuzanny Ginczanki.
Absolwentka Akademii Sztuk Pięknych w Warszawie. W 1973 roku wyjechała do Francji, gdzie wykonywała zawód architekta wnętrz. Jako pisarka debiutowała opowiadaniami w „Czasie Kultury” i „Literaturze”. W 2001 roku wydała przychylnie przyjęty zbiór opowiadań Z daleka i z bliska, a w 2004 wraz z synem Marcinem Latałło – Portret niedokończony, opowieść o swoim mężu, operatorze Stanisławie Latałło, który zginął w Himalajach w 1974. Przez wiele lat była stałą korespondentką kwartalnika „Zeszyty Literackie”, gdzie pisała m.in. o paryskich wystawach i Zuzannie Ginczance. Przetłumaczyła z języka francuskiego sztukę Christiana Siméona o Misi Godebskiej Misia albo Venus z fakoszerem.
W 2018 ukazała się w Wydawnictwie Marginesy jej powieść Musisz tam wrócić. Historia przyjaźni Lusi Gelmont i Zuzanny Ginczanki.
Zmarła 23 października 2018; została pochowana na cmentarzu Montparnasse w Paryżu.